# There Must Be Another Way

There Must Be Another Way est une chanson interprétée par Noa et Mira Awad à l'occasion du Concours Eurovision de la chanson 2009. Elles ont représenté Israël et se classèrent 16e sur 25.